# Pokląskwa
Pokląskwa (Saxicola rubetra) – gatunek małego ptaka wędrownego z rodziny muchołówkowatych (Muscicapidae). Zamieszkuje Eurazję. Nie jest zagrożony wyginięciem.

## Zasięg występowania
Zamieszkuje Europę poza północnymi i południowymi skrajami, zachodnią Syberię po Azję Środkową, a poza tym wschodnią Turcję, Kaukaz i Iran. Zimuje w środkowej i wschodniej Afryce, na południe od Sahary. Nie wyodrębnia się podgatunków.
W Polsce liczny ptak lęgowy. Liczniej występuje na północy kraju, zwłaszcza na Pomorzu Zachodnim, Mazurach i Podlasiu. Według szacunków Monitoringu Pospolitych Ptaków Lęgowych, w latach 2013–2018 populacja pokląskwy w Polsce liczyła 930 000 – 1 330 000 par lęgowych. W latach 2000–2016 odnotowano spadek liczebności tego ptaka o około 30%, z tym że największy spadek odnotowały populacje z północy kraju, podczas gdy liczebność populacji na południu była stabilna lub lekko wzrosła.

## Charakterystyka
Wygląd zewnętrznyMały, krępy ptak mniejszy od bogatki, o wyprostowanej postawie, stosunkowo długich skrzydłach i krótkim ogonie. Samiec w szacie godowej ma rdzawą pierś i czarne policzki obramowane od góry białą brwią i od dołu białym wąsem. Wierzch ciała ciemnobrunatny z żółtawym deseniem. Skrzydła ciemne z białymi plamami, również na barkach białe plamy. Kuper jasny, pomarańczowobrązowy. Ogon czarny z białymi brzegami i białą nasadą, podogonie również białe. Spód kremowobiały, w kierunku piersi przechodzący w rdzawy. Samica mało kontrastowa, zamiast czarnych policzków i białych pasów na głowie ma płową brew i brązowawe policzki. Rdzawy spód mniej jaskrawy, rozmyty. Ptaki w 1. zimie wyglądają jak samica, ale są ciepłobrązowe, mają bardziej rdzawą pierś z ciemnymi kropkami. Pióra wierzchu „łuskowane” – mają rdzawo-białe obrzeżenia.  Niektóre pierwszoroczne samce różnią się jednak tylko nieznacznie od samic. Młode ptaki w szacie juwenalnej wyglądają podobnie do samicy, ale w upierzeniu nie mają pomarańczowego. Pierś grubo kreskowana, brzuch brudnobiały.
| długość ciała | rozpiętość skrzydeł | długość ogona | masa ciała |
| ------------- | ------------------- | ------------- | ---------- |
| 12–14 cm      | 21–24 cm            | 5–6 cm        | 13–26 g    |

Głos
Wabi uporczywym „tju-czek-czek” – kląskaniem, stąd polska nazwa. Śpiew zmienny, złożony z różnych tonów: świergoczących, fletowych i zgrzytliwych, przeplatanych naśladownictwami. Samiec śpiewa siedząc wyprostowany na czubku krzewu, również w nocy.
ZachowanieCzęsto siada na czubkach krzewów lub wysokich traw. Wędrowny, przeloty w IV–V i VIII–IX.

## Środowisko
Otwarte, wilgotne tereny, preferuje podmokłe łąki z wysepkami krzewiastych zarośli, tereny bagienne i torfowiskowe w dolinach rzecznych. Zamieszkuje również łąki górskie i wysokogórskie do wysokości 1400 m n.p.m. Niekiedy występuje też na trawiastych wrzosowiskach.

## Pożywienie
Drobne bezkręgowce zbierane z ziemi lub łowione w locie, uzupełnione niewielką ilością nasion i jagód.

## Lęgi

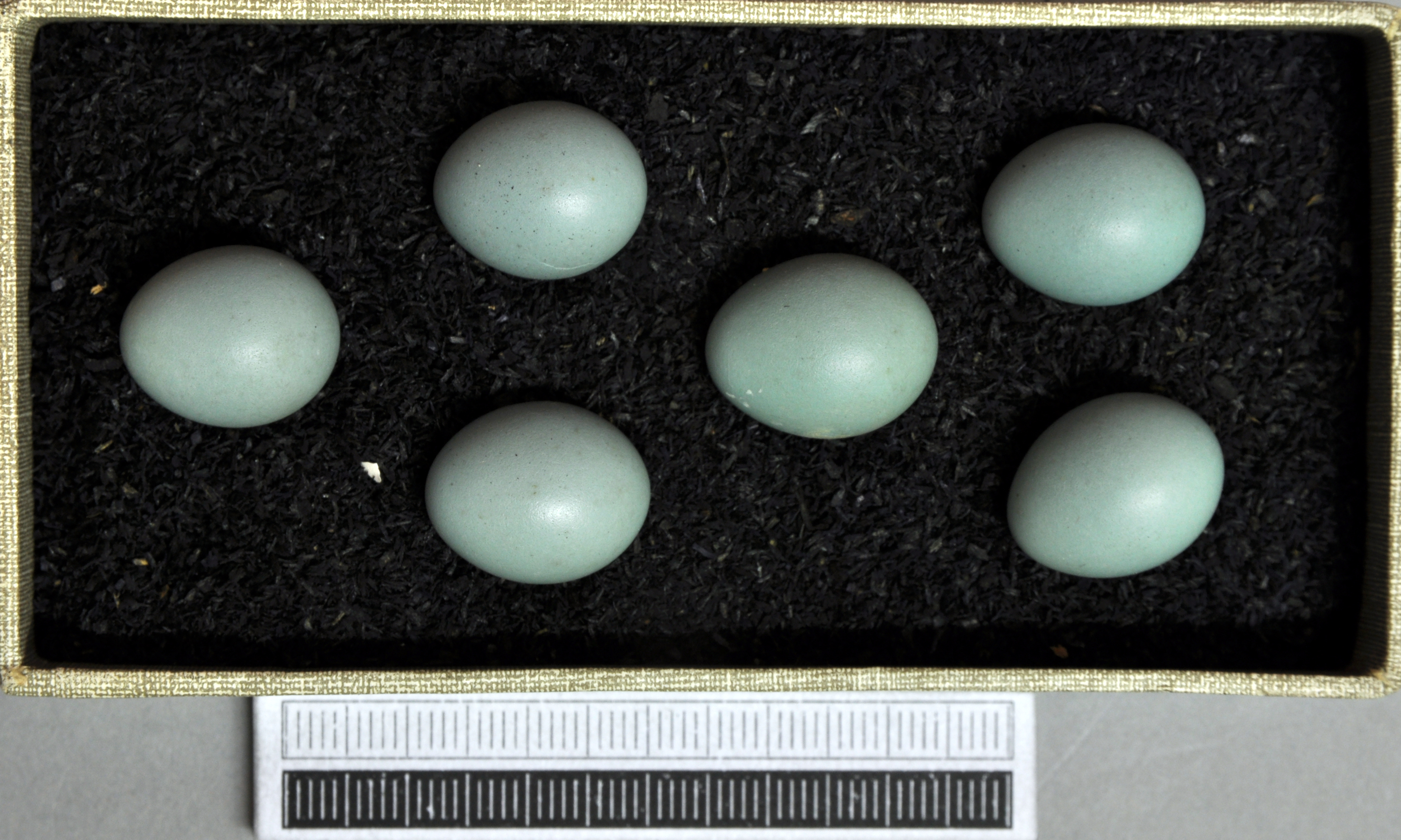
Jaja z kolekcji muzealnej

W ciągu roku wyprowadza jeden lęg. Na lęgowiska przybywa w kwietniu; prawie połowa samców wraca na terytorium zajmowane w roku poprzednim. Lęgi rozpoczynają się w połowie maja i trwają najpóźniej do czerwca, kiedy to pary, które utraciły pierwszy lęg, przystępują do drugiego.
GniazdoZnajduje się na ziemi, pod osłoną trawy, w kształcie czarki, zbudowane ze ździebełek, drobnych gałązek oraz włosia zwierząt. Częstą lokalizacją są brzegi rowów melioracyjnych.
Jaja i wysiadywanieSamica składa 4–7 (zwykle 6) jaj w intensywnym, turkusowym kolorze, o średnich wymiarach 19×14 mm. Wysiadywane są przez okres 12–15 dni przez samicę.
PisklętaPisklęta opuszczają gniazdo po około 13 dniach, po kolejnych 5–6 dniach zaczynają latać. Rodzice dokarmiają je jeszcze przez kolejne 2–3 tygodnie. Potem młode stają się samodzielne, ale pozostają pod opieką rodziców prawie do odlotu, kiedy to pokląskwy łączą się w większe stada rodzinne.

## Status i ochrona
Gatunek nie jest globalnie zagrożony według danych IUCN (od 1988 roku nieprzerwanie ma status LC – least concern). Liczebność światowej populacji, obliczona w oparciu o szacunki organizacji BirdLife International dla Europy z 2015 roku, mieści się w przedziale 17–29 milionów dorosłych osobników. Globalny trend liczebności populacji uznawany jest za spadkowy.
Na terenie Polski gatunek ten jest objęty ścisłą ochroną gatunkową. Na Czerwonej liście ptaków Polski pokląskwa została sklasyfikowana jako gatunek bliski zagrożenia (NT – Near Threatened) ze względu na odnotowywany silny spadek liczebności.
Zagrożeniem jest osuszanie łąk i melioracja terenu oraz likwidacja śródpolnych zakrzaczeń, miedz, oczek wodnych. Z tych powodów w drugiej połowie XX wieku w zachodniej Europie odnotowano spadek liczebności pokląskwy. Również w wielu regionach Polski jest coraz mniej liczna.